# Miguel Payá y Rico
Miguel Antonio Domingo Payá y Rico (Beneixama, 20 de dezembro de 1811 - Toledo, 24 de dezembro de 1891) foi um cardeal espanhol da Igreja Católica. Foi arcebispo de Santiago de Compostela e Patriarca das Índias Ocidentais, e sob sua prelazia se "redescobriram" os restos mortais do apóstolo Santiago, que foram escondidos no século XVI por temor às incursões do pirata Francis Drake nas costas galegas. Ele é considerado o impulsor do Caminho de Santiago em nossos dias. Como arcebispo de Toledo e Primaz da Espanha, batizou o rei de Espanha Alfonso XIII.

## Biografia
Sua infância foi passada feliz em Beneixama, juntamente com seu irmão José Ramón, até a morte de seu pai, Miguel Payá Barcel, em 10 de maio de 1820, quando sua mãe Rosa Rico mudou-se para o município vizinho de Onil, buscando apoio familiar, e a fim de administrar sua propriedade.
Foi membro do Real Colegio del Corpus Christi, na Universidade Literária de Valência formou-se em filosofia, direito e teologia. Em 24 de setembro de 1836 recebeu a ordenação presbiteral e, na sequência, foi nomeado professor na Universidade, onde lecionou metafísica, ética, literatura, história, lógica, gramática, matemática e astronomia.
Sua tendência política liberal-conservadora e sua afinidade com a dinastia Bourbon foi a causa da Junta Revolucionária de Alcira privá-lo de sua cátedra universitária (1841), razão pela qual retirou-se para a paróquia de sua cidade natal, onde cuidou da construção da nova igreja, preparando o cemitério, criando a primeira banda de música, promovendo as festas dos mouros e cristãos, além de fundar a Associação de Caridade Domiciliar e instituir o patrocínio da Divina Aurora, que em grandes solenidades usa a cruz peitoral do cardeal.
Em 1844 atua conjuntamente de professor da Universidade e do Seminário de Valência. Por esta época, em janeiro de 1845, funda o periódico "El Eco de la Religión", em que prega sua cristandade. Ciente de seus méritos, a rainha Isabel II o nomeou pregador-mor de Sua Majestade em 1857.
Foi proposto como bispo de Cuenca em 5 de março de 1858, recebendo a ordenação episcopal em 12 de setembro seguinte, na Catedral de Valência, de Pablo García y Abella, C.O., arcebispo de Valência, coadjuvado por Josep Domènec Costa i Borràs, arcebispo de Tarragona e por Manuel López Santisteban, bispo emérito de Ávila.
Em Cuenca organizou e presidiu a Associação dos Amigos do País, fundou o Asilo para Órfãos e Sem-Teto e criou a Associação de Caridade. Quando a fome grassou na cidade em 1867, ele deu sua carruagem aos pobres junto com 30 mil reais de sua fortuna pessoal, pelo que ganhou o apelido de "Amigo dos Pobres".
Durante a Terceira Guerra Civil entre a Espanha liberal e tradicionalista, as tropas carlistas subjugaram Cuenca, impondo à cidade um regime de humilhações, crimes e excessos que Payá enfrentou, como na cena em que pede misericórdia aos príncipes pelos vencidos. Essa ação fez com que os espanhóis entendessem que nem todo o episcopado fazia causa comum com realismo intransigente.
Em 1870 elevou sua fama como teólogo com sua intervenção no Concílio Vaticano I, onde defendeu a infabilidade do Papa como dogma de fé. Em 1871, foi eleito como membro do Senado da Espanha pela província de Guipúzcoa, cargo para o qual foi reeleito em 1877.
Foi nomeado para a sé arquiepiscopal de Santiago de Compostela em 16 de janeiro de 1874, onde chegou em meio a uma mudança de regime, quase ao mesmo tempo em que o rei Afonso XII entrou na Espanha. Payá era totalmente identificado com a Restauração liderada por Cánovas del Castillo. Fez sua entrada solene em 25 de fevereiro de 1875.
Foi criado cardeal pelo Papa Pio IX no Consistório de 12 de março de 1877, sendo-lhe atribuído o barrete vermelho e o titulus de cardeal-presbítero de Santos Ciríaco e Julita em 25 de junho do mesmo ano.
Durante seu arcebispado em Santiago de Compostela foram redescobertos os restos do apóstolo São Tiago: empreendendo obras no altar maior em janeiro de 1879, encontram uma urna com ossos humanos, e parecia possível que estivessem diante dos restos do apóstolo São Tiago. Payá encarregou a Universidade de analisar os restos e, com os resultados obtidos, o papa Leão XIII en 1884 anuncia a todo o mundo católico o descobrimento dos restos do apóstolo por meio da bula Deus Omnipotens. Como com seu cargo vinha o direito a uma vaga no Senado, em  21 de junho de 1884 fez seu juramento naquela casa.
A rainha regente nomeou-o capelão-mor em 6 de abril de 1886, e sua primeira atuação nesta posição foi o batismo do rei Afonso XIII da Espanha, que ocorreu no Palácio Real em 2 de maio de 1886. Foi proclamado Arcebispo de Toledo e Primaz da Espanha, além de Patriarca das Índias Ocidentais pelo Papa Leão XIII em um consistório secreto realizado em 7 de junho do mesmo ano, tornando-se o 106º arcebispo de Toledo.
Ele tomou posse em 22 de agosto e chegou de trem em 28 de agosto. Ele tinha setenta e quatro anos e tinha três jurisdições sob seu comando: o ordinário do arcebispado, o palatino e o militar. Fiel seguidor da doutrina social de Leão XIII, ordenou a leitura da encíclica Libertas em todas as paróquias e promoveu a criação de "Juntas Locais Antiescravagistas" (1889), dependentes da Junta Central com sede em Madri, que ofereceu a Payá a presidência honorária da Sociedade Antiescravista Espanhola. Promoveu a abertura da Escola Noturna Católica para Meninos (1889).
Faleceu em Toledo, em 24 de dezembro de 1891, e foi sepultado em 29 de dezembro, em frente à capela da Virgem do Tabernáculo, no local onde se ajoelhou pela primeira vez ao chegar a Toledo.

### Conclaves
- Conclave de 1878 - participou da eleição de Vincenzo Gioacchino Pecci como Papa Leão XIII